# Senhor de Dornelas e do Caniço
Senhor de Dornelas e do Caniço é um título nobiliárquico criado por D. Carlos I de Portugal, por Carta de 11 de Agosto de 1900, em favor de Aires de Ornelas e Vasconcelos.
Titulares
1. Aires de Ornelas e Vasconcelos, 1.º Senhor de Dornelas e do Caniço.